# Muzeum Zamojskie w Zamościu
Muzeum Zamojskie w Zamościu – samorządowa instytucja kultury Miasta Zamość, posiadająca osobowość prawną. Muzeum wpisane jest do Państwowego Rejestru Muzeów pod nr 114 oraz Księgi Rejestrowej Instytucji Kultury pod nr 8/99. Muzeum posiada największą w kraju kolekcję kultury ludu Gotów.

## Historia
Idea utworzenia muzeum w Zamościu narodziła się na początku XX wieku. Pomysłodawcą tego przedsięwzięcia był lekarz i działacz kulturalny Zygmunt Klukowski. Najstarsze spośród obecnie działających w Zamościu muzeów zostało założone 17 września 1926 roku. Zajmuje kamienice ormiańskie położone obok ratusza, w północnej pierzei Rynku Wielkiego przy ul. Ormiańskiej 30.
30 maja 2014 roku otwarto Galerię Rzeźby prof. Mariana Koniecznego.

## Dyrektorzy
- Maria Lorentz (1960-1990)
- Andrzej Urbański (1990-2020)
- Anna Cichosz (od 2020)

## Zbiory
Muzeum prezentuje cztery wystawy stałe, są to: “Zamość, Zamoyscy, Ordynacja Zamojska”, “Zamojszczyzna w pradziejach i wczesnym średniowieczu”, “Sztuka ludowa Zamojszczyzny” oraz Galeria malarstwa historycznego i sakralnego.
W oddziale Muzeum Fortyfikacji i Broni Arsenał, obejmującym poza arsenałem także pobliską dawną prochownię i nowy pawilon wystawowy prezentowane są trzy wystawy stałe: Projekcja multimedialna Historia Twierdzy i Miasta Zamość w prochowni, Arsenał Zamojski od XVI do XIX wieku w Arsenale oraz Zamojszczyzna na tle działań militarnych i rozwoju techniki wojskowej w XX w. w Pawilonie pod Kurtyną.
Ponadto muzeum dysponuje przestrzenią wystawienniczą w Dawnym Kasynie Kozackim na Plantach, gdzie prezentowana jest Galeria rzeźby prof. Mariana Koniecznego.

## Galeria

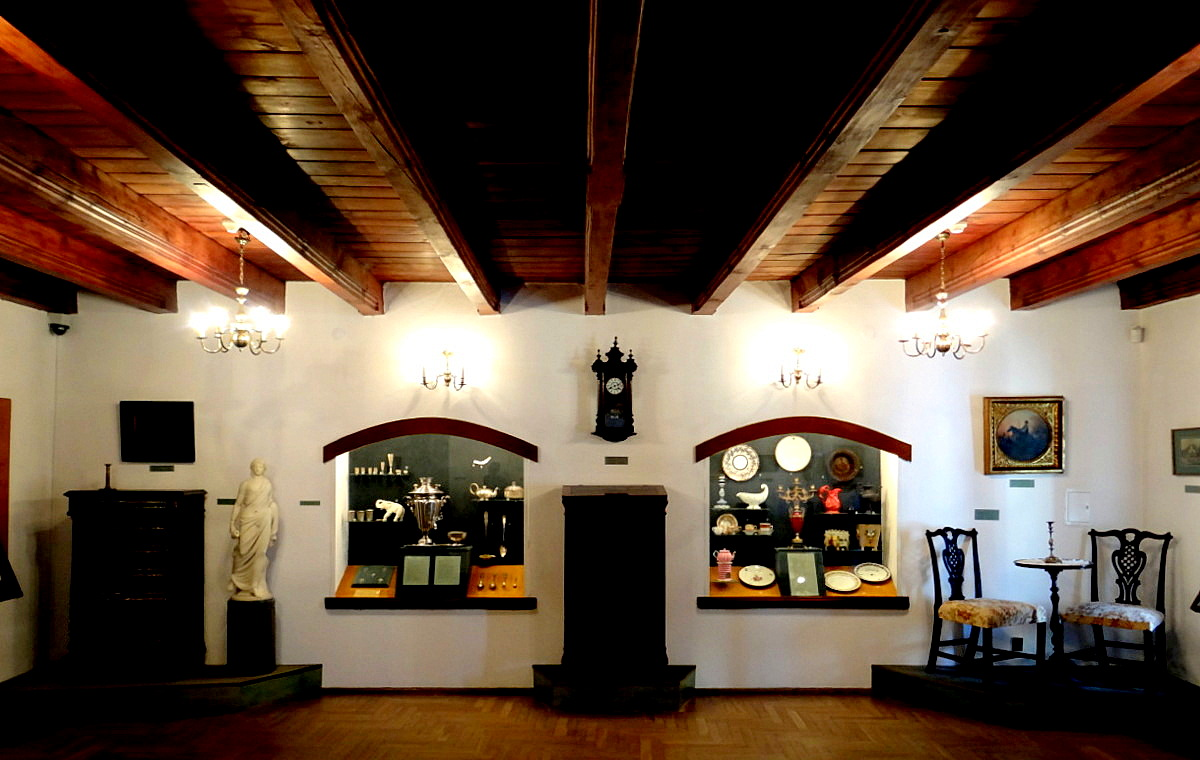
Fragment wystawy przy ul. Ormiańskiej
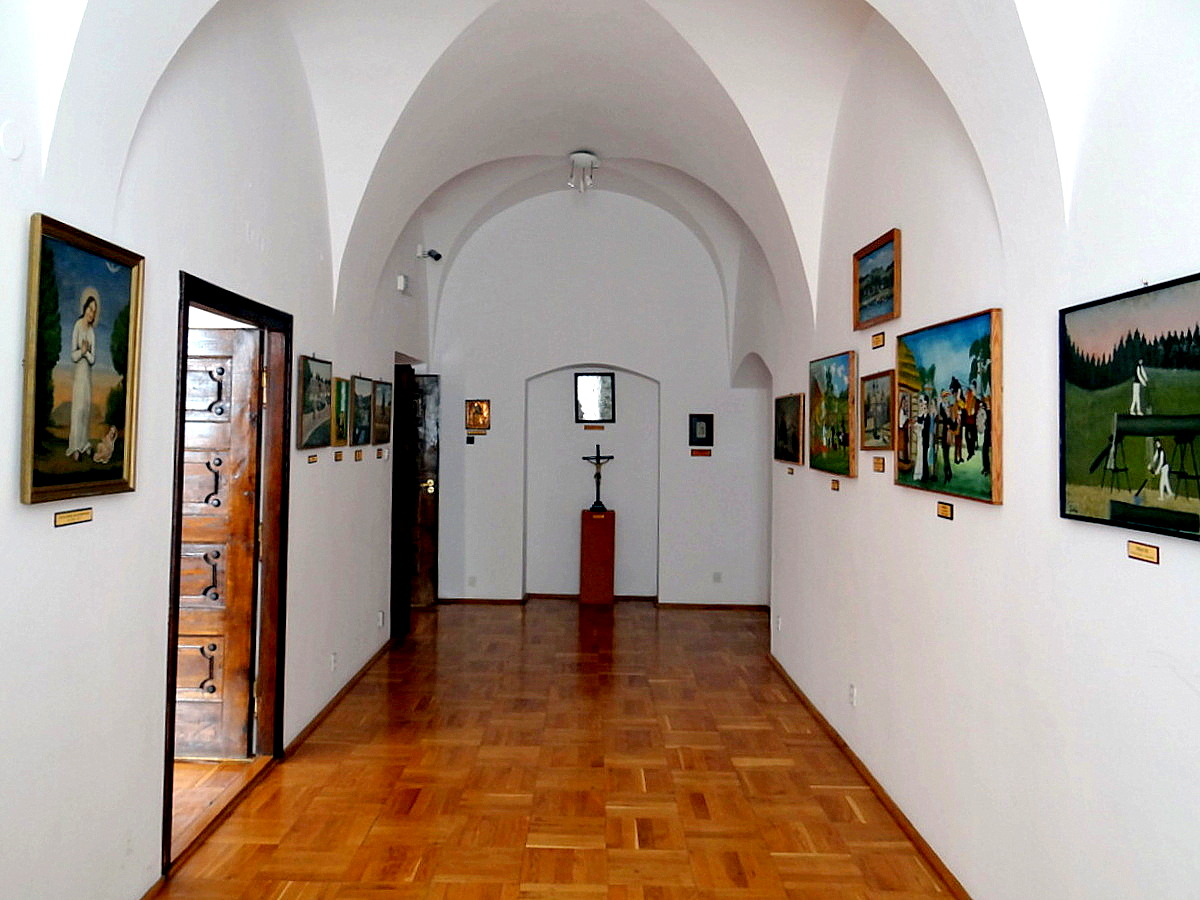
Galeria malarstwa
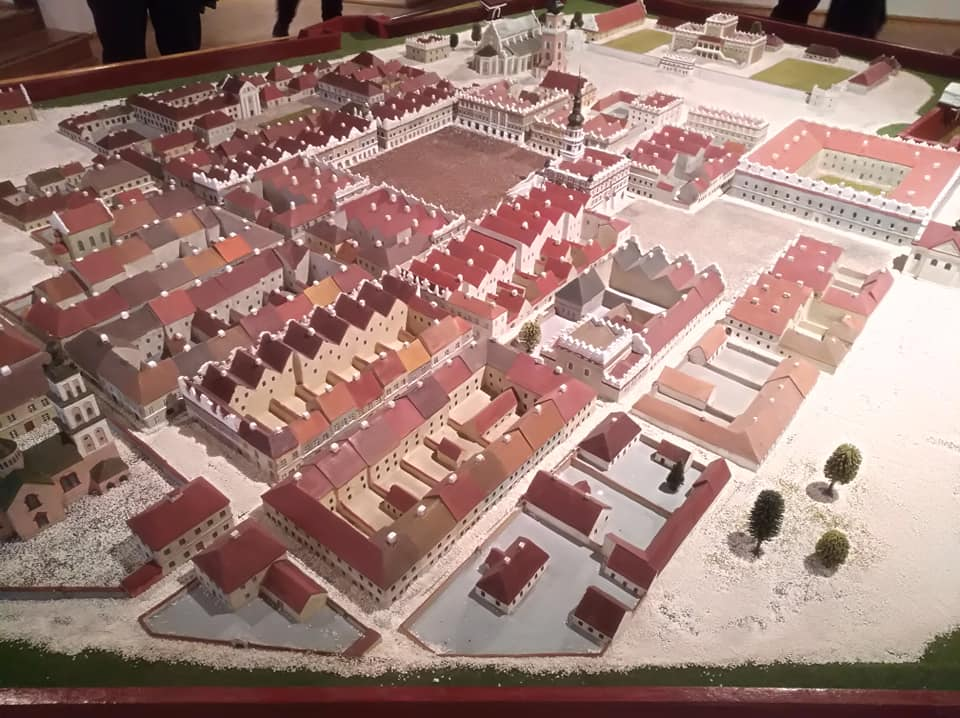
Makieta Zamościa
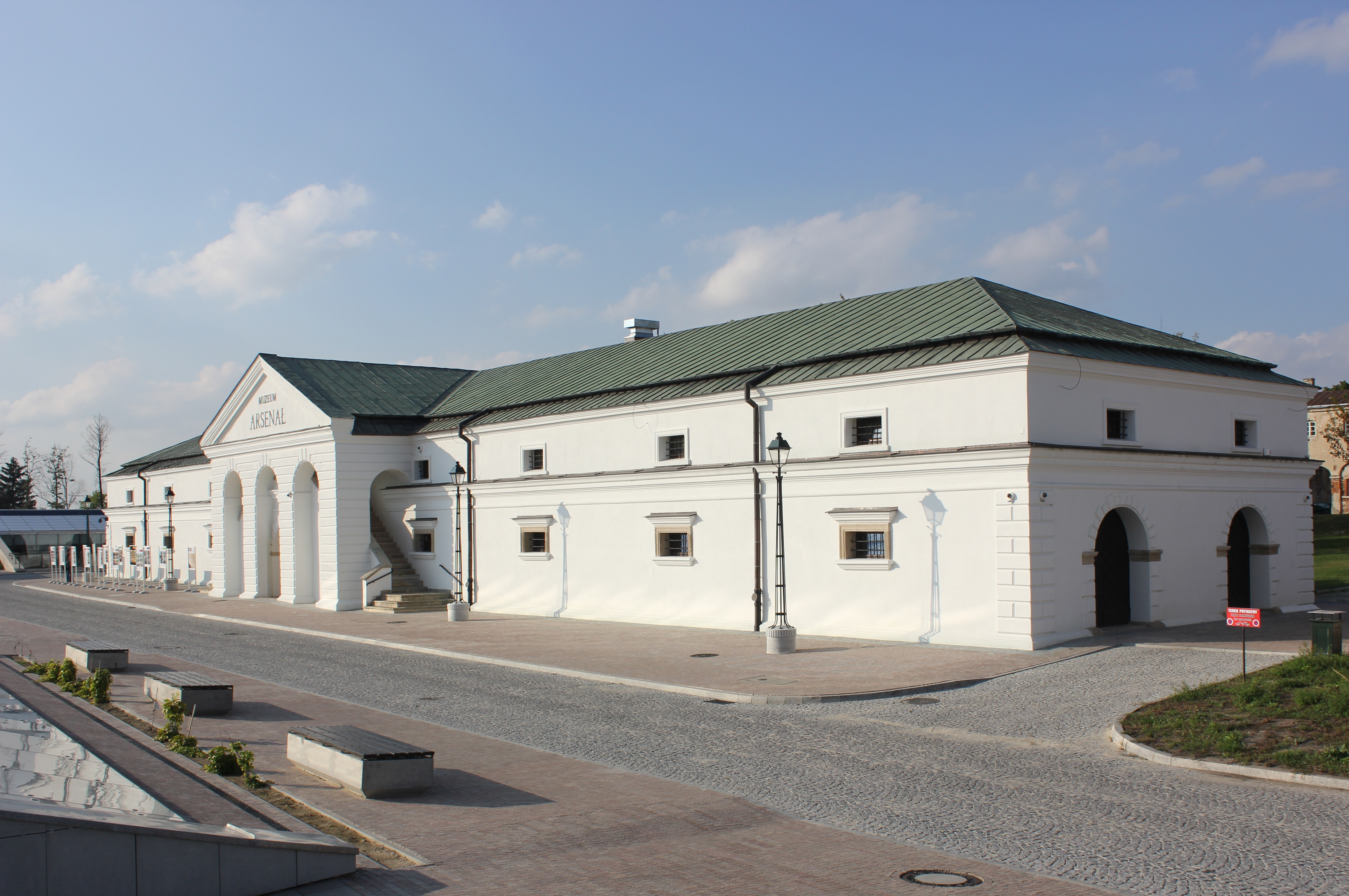
Arsenał
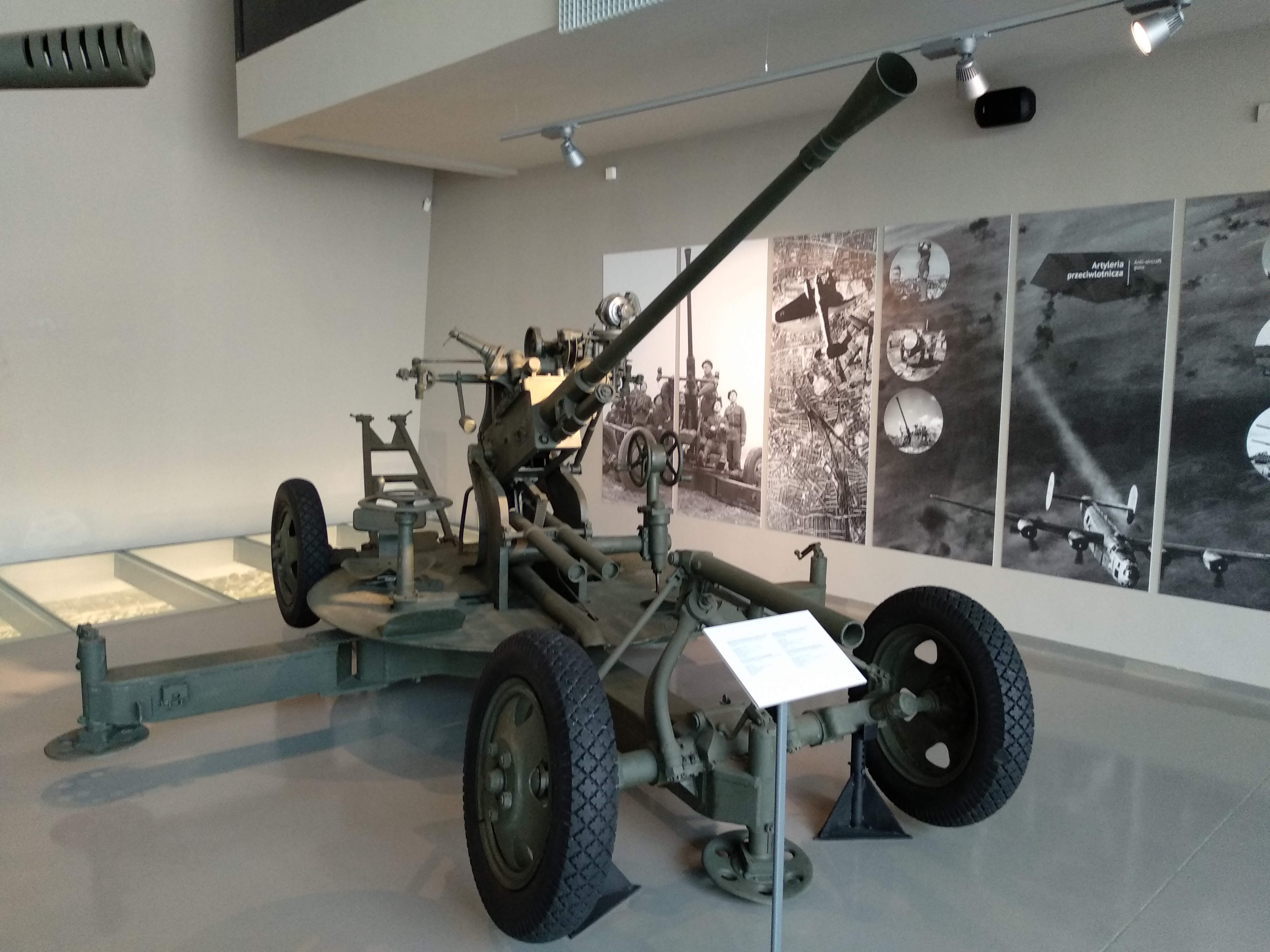
Wystawa w Arsenale